# Tylochromis
Tylochromis é um género de peixe da família Cichlidae.
Este género contém as seguintes espécies:
- Tylochromis aristoma
- Tylochromis bangwelensis
- Tylochromis elongatus
- Tylochromis intermedius
- Tylochromis jentinki
- Tylochromis labrodon
- Tylochromis lateralis
- Tylochromis leonensis
- Tylochromis microdon
- Tylochromis mylodon
- Tylochromis polylepis
- Tylochromis praecox
- Tylochromis pulcher
- Tylochromis regani
- Tylochromis robertsi
- Tylochromis sudanensis
- Tylochromis trewavasae
- Tylochromis variabilis